# آسیاب خونگاه
آسیاب خونگاه (محوطه دنا) مربوط به سده‌های متأخر دوران‌های تاریخی پس از اسلام است و در شهرستان دنا، بخش پاتاوه، دهستان پاتاوه، روستای خونگاه (محوطه دنا) واقع شده و این اثر در تاریخ ۳ خرداد ۱۳۸۶ با شمارهٔ ثبت ۱۹۱۳۰ به‌عنوان یکی از آثار ملی ایران به ثبت رسیده است.